# Климов, Виталий Николаевич
Виталий Николаевич Климов (11 января 1952, Андомский сельсовет, Вологодская область — 18 апреля 2012, Санкт-Петербург) — российский государственный деятель, председатель Законодательного Собрания Ленинградской области (1998—2003).

## Биография
Виталий Николаевич Климов родился 11 января 1952 года в селе Пятницкий Бор Андомского сельсовета Андомского района Вологодской области, ныне деревня не существует, её территория входит в Сельское поселение Андомское Вытегорского района той же области.
В 1976 г. окончил Ленинградский политехнический институт им. М. И. Калинина по специальности «электрические станции», в 1998 г. — Северо-Западную академию государственной службы по специальности «юриспруденция», кандидат юридических наук.
С 1976 г. на Нарвской ГЭС в Ивангороде, в 1987—1992 гг. — её директором.
С 1991 г. — депутат Ленинградского областного Совета:
- 1992—1993 — заместитель председателя Ленинградского областного Совета народных депутатов,
- В середине 1990-х гг. — в Секретариате Совета Межпарламентской Ассамблеи государств — участников СНГ,
- 1997 г. — первый вице-губернатор — заместитель председателя правительства Ленинградской области,
- 1998—2003 гг. — председатель Законодательного собрания Ленинградской области,
- 1998—2001 гг. — член Совета Федерации Федерального Собрания РФ, последовательно являлся членом комитетов по конституционному законодательству и судебно-правовым вопросам, по вопросам безопасности и обороны и по конституционному законодательству и судебно-правовым вопросам.

В марте 2007 г. избран депутатом Законодательного собрания Ленинградской области четвертого созыва. Председатель постоянной комиссии по международным, межпарламентским и региональным связям.

## Награды и звания
Награждён медалями ордена «За заслуги перед Отечеством» I и II степени. Почётный гражданин Ленинградской области (2011).

## Биография
- Скончался Виталий Николаевич Климов Архивная копия от 8 мая 2012 на Wayback Machine
- Виталий Николаевич Климов